# 情牽萬里
《情牽萬里》，是一部以描寫翁珍珍師姊及鄒總田師兄真實人生電視劇，由高宇蓁、趙駿亞、張雁名、陳乃榮、葛蕾、王道南、江晨希、高靖榕、林則希主演，於2014年8月5日在大愛電視台20:00首播。中天娛樂台於2014年8月5日21:00播出。

## 播出時間
以下時間以當地時間（台灣時間）為準

### 首播
| 片名     | 頻道       | 播放日期     | 播放時間                  |
| -------- | ---------- | ------------ | ------------------------- |
| 情牽萬里 | 大愛電視台 | 2014年8月5日 | 20:00-20:49播出（無廣告） |
| 情牽萬里 | 大愛海外台 | 2014年8月5日 | 20:00-21:00播出（含廣告） |
| 情牽萬里 | 中天娛樂台 | 2014年8月5日 | 21:00-22:00播出（含廣告） |

### 重播
| 片名     | 頻道       | 播放日期     | 播放時間                  |
| -------- | ---------- | ------------ | ------------------------- |
| 情牽萬里 | 大愛電視台 | 2014年8月6日 | 23:30-00:19播出（無廣告） |
| 情牽萬里 | 大愛電視台 | 2014年8月6日 | 03:00-03:49播出（無廣告） |
| 情牽萬里 | 大愛電視台 | 2014年8月6日 | 16:00-16:49播出（無廣告） |
| 情牽萬里 | 大愛海外台 | 2014年8月6日 | 02:00-03:00播出（含廣告） |
| 情牽萬里 | 大愛海外台 | 2014年8月6日 | 09:00-09:49播出（無廣告） |
| 情牽萬里 | 大愛海外台 | 2014年8月6日 | 11:00-12:00播出（含廣告） |
| 情牽萬里 | 中天娛樂台 | 2014年8月6日 | 11:00-12:00播出（含廣告） |

### 大愛會客室

#### 首播
| 片名       | 頻道       | 播放日期     | 播放時間        |
| ---------- | ---------- | ------------ | --------------- |
| 大愛會客室 | 大愛海外台 | 2014年8月5日 | 21:00-21:11播出 |
| 大愛會客室 | 大愛電視台 | 2014年8月5日 | 00:19-00:30播出 |
| 大愛會客室 | 大愛海外台 | 2014年8月5日 | 09:49-10:00播出 |

## 演員列表

### 主要角色
| 角色   | 演員           | 介紹 |
| 翁珍珍 | 高宇蓁         | 翁家女兒排行第六，鄒家媳婦，總田的妻子，漢龍的大嫂，雪月的妯娌，滿月、秀綿的妹妹，娜娜的六姊，凱文、炯如、鳳如的母親，芳慧、媛媛的婆婆 正義耿直、尊師重道、堅持自我理念的女子，與鄒總田的交往曾因母親反對而退縮，最後兩人還是修成正果並得到家人們的祝福。                                             |
| 鄒總田 | 趙駿亞         | 外表溫文儒雅、律己甚嚴。珍珍的丈夫，鄒父、鄒母的兒子，漢龍的哥哥，雪月的大伯，翁父、翁母的女婿，凱文、炯如、鳳如的父親，芳慧、媛媛的公公 曾因肺結核在台北住院，為了不讓父母擔心而委託同事從台中沙鹿寄出家書，十分有心且孝順。與太太翁珍珍因表哥介紹而認識，經過一番波折，兩人締結良緣，共同組織家庭。 |
| 翁 父  | 翁家明         | 翁母夫婿，八個女兒的父親， 凱文、炯如、鳳如的外公，總田的岳父 因年幼時生病，父母為了舒緩他的疼痛，讓他吃了福壽膏，但卻因此害他染上了惡習，造成他日後體弱多病，無法照顧八個女兒，女兒們也對父親不諒解。                                                                                                |
| 翁 母  | 張瓊姿         | 翁父妻子，八個女兒的母親， 凱文、炯如、鳳如的外婆，總田的岳母 傳統剛毅的翁母，生育八個女孩，因為沒生出男孩，讓她心中一直有遺憾。丈夫早年過世，她任勞任怨負起養家照顧孩子的責任，期望每個女兒都有一份好工作和美滿的歸宿。                                                                              |
| 鄒 父  | 龍天翔         | 總田、漢龍的父親，鄒母夫婿， 凱文、炯如、鳳如的祖父，珍珍、雪月的公公 為人公平公正，十分疼惜兒孫們，與鄒母感情甚好，彼此相扶持，後因腎衰竭而過世。 |
| 鄒 母  | 馬惠珍         | 總田、漢龍的母親，鄒父的妻子， 凱文、炯如、鳳如的奶奶，珍珍、雪月的婆婆 寵愛長孫，與媳婦教導小孩的理念不和，常常起衝突。心裡始終惦記著二兒子漢龍，期盼有天漢龍能回家與家人相見，後因鄒父過世的事，打擊太大、生病，後就過世。                                                                          |
| 翁滿月 | 胡利           | 翁家女兒排行第五，凱文、炯如、鳳如的五姨。處事嚴謹不輕易把愛說出來，都是用行動表示，對妹妹比較嚴厲，其實都是希望她們能更好。她不願意嫁人，一生守護著母親、並把愛護妹妹的責任扛在肩上。 |
| 翁娜娜 | 江晨希         | 翁家小妹，凱文、炯如、鳳如的八姨。個性大而化之，隨和、天真。常常因珍珍與翁母之間的問題夾在中間，左右為難。 |
| 李 雲  | 關勇           | 翁珍珍的老師，獨自一人在台灣生活，老家在中國，與珍珍師生感情好，把珍珍三人當做自己女兒，常會做料理給珍珍及同學們吃。 |
| 鄒凱文 | 張雁名（成年） | 總田與珍珍的長子，漢龍的大侄子。叛逆、集阿媽寵愛於一身。很有自我想法，為了自己的未來，放棄安逸舒適的環境，毅然決然地獨自前往中國工作，自我挑戰。 |
| 鄒凱文 | 傅顯捷（小學） | 總田與珍珍的長子，漢龍的大侄子。叛逆、集阿媽寵愛於一身。很有自我想法，為了自己的未來，放棄安逸舒適的環境，毅然決然地獨自前往中國工作，自我挑戰。 |
| 鄒炯如 | 陳乃榮（成年） | 總田有與珍珍的二兒子，漢龍的二侄子。充滿音樂天份，因緣際會下擔任音樂老師授課。與太太就是因為音樂而認識、交往。 |
| 鄒炯如 | 黃耀冬（小學） | 總田有與珍珍的二兒子，漢龍的二侄子。充滿音樂天份，因緣際會下擔任音樂老師授課。與太太就是因為音樂而認識、交往。 |
| 翁鳳如 | 林則希（成年） | 總田與珍珍的三兒子，漢龍的小侄子。為了完成翁母的遺憾，從鄒姓改翁姓。從小成績亮眼，一路讀到碩士，更留學美國攻讀博士。 |
| 翁鳳如 | 陳彥豪（小學） | 總田與珍珍的三兒子，漢龍的小侄子。為了完成翁母的遺憾，從鄒姓改翁姓。從小成績亮眼，一路讀到碩士，更留學美國攻讀博士。 |
| 翁鳳如 | 陳昱丞（中學） | 總田與珍珍的三兒子，漢龍的小侄子。為了完成翁母的遺憾，從鄒姓改翁姓。從小成績亮眼，一路讀到碩士，更留學美國攻讀博士。 |
| 黃芳慧 | 張翎翎         | 總田、珍珍的二媳婦，因為上了炯如的鋼琴課而認識、交往。 |
| 吳媛媛 | 高靖榕         | 總田、珍珍的三媳婦，翁鳳如在美國讀書時認識的同學，來自江蘇鎮江，嫁到台灣成為翁家媳婦。 |

### 其他角色
| 角色     | 演員   | 介紹 |
| 翁秀綿   | 陳妍安 | 翁家大女兒，七個妹妹的大姊 因經歷過小時候父親吃福壽膏不顧家庭的模樣，疼惜母親的辛勞，偶會與父親發生衝突，卻不與妹妹們說明原因，不希望壞了妹妹們心中的爸爸模樣。                   |
| 吳漢龍   | 葉文豪 | 雪月的丈夫，鄒父、鄒母的次子，總田的弟弟，珍珍的小叔，凱文、炯如、鳳如的叔叔 尚在襁褓中被奶媽抱走，從此下落不明，直到成年後與哥哥鄒總田聯絡上，而回家見親生父母，完成鄒母的心願。 |
| 陳雪月   | 游喬軒 | 漢龍的妻子，鄒父、鄒母的二媳婦，總田的弟媳，珍珍的妯娌，凱文、炯如、鳳如的嬸嬸 帶領珍珍進入慈濟。                                                                                 |
| 董慶賢   | 吳皓昇 | 總田表哥，也是珍珍的國小老師。 |
| 富美     | 文汶   | 總田表嫂。 |
| 吳父     | 王道南 | 媛媛的父親，鳳如的岳父。 |
| 吳母     | 葛蕾   | 媛媛的母親，鳳如的岳母。 |
| 朱華     | 林利霏 | 與總田的公司進行開發合作的客戶，愛慕總田。 |
| 吳董     | 管謹宗 | 總田退伍後從事第一份工作的董事長 |
| 淑玲     | 黃瑄   | 珍珍同事 |
| 邱玉潔   | 袁儷珊 | 凱文前女友，在建築公司上班，因與凱文同緣不同分而分手。 |
| 周礁     | 李全忠 | 李雲老師同鄉 |
| 漢龍養母 | 孟庭麗 | 漢龍的養母，雪月的養婆婆 原是漢龍保母，為了吳家香火而偷偷將漢龍抱走。 |
| 阿火伯   | 陳泰中 | 鄒家在貢寮的鄰居 |
| 陳桑     | 方大緯 | 台電的廠商，喜歡珍珍 |
| 方先生   | 湯志偉 | 警察，鄒家鄰居 |
| 紀媽咪   | 梁家榕 | 慈濟師姐 |
| 士強     | 游智翔 | 凱文的高中同學、好友 |
| 麥克     | 黃尹浩 | 炯如高中社團學長，後到國外唸書 |
| 金宣琳   | 金宣琳 | 翁珍珍同事 |
| 周凱文   |        | |

### 大愛會客室名單
| 集數   | 日期          | 來賓                            |
| 第1集  | 2014年8月5日  | 趙駿亞、高宇蓁、楊曼麗 、龐宜安 |
| 第2集  | 2014年8月6日  | 翁珍珍、陳妍安                  |
| 第3集  | 2014年8月7日  | 翁珍珍、陳妍安                  |
| 第4集  | 2014年8月8日  | 鄒總田、馬惠珍                  |
| 第5集  | 2014年8月9日  | 鄒總田、趙駿亞                  |
| 第6集  | 2014年8月10日 | 翁珍珍、張瓊姿                  |
| 第7集  | 2014年8月11日 | 鄒總田、趙駿亞、馬惠珍          |
| 第8集  | 2014年8月12日 | 翁珍珍、鄒總田、吳皓昇          |
| 第9集  | 2014年8月13日 | 胡利、趙駿亞                    |
| 第10集 | 2014年8月14日 | 翁珍珍、鄒總田、張瓊姿          |
| 第11集 | 2014年8月15日 | 趙駿亞、翁珍珍                  |
| 第12集 | 2014年8月16日 | 鄒總田、吳皓昇                  |
| 第13集 | 2014年8月17日 | 趙駿亞、馬惠珍                  |
| 第14集 | 2014年8月18日 | 鄒總田、張瓊姿                  |
| 第15集 | 2014年8月19日 | 翁珍珍、鄒總田                  |
| 第16集 | 2014年8月20日 | 趙駿亞、高宇蓁                  |
| 第17集 | 2014年8月21日 | 翁珍珍、鄒總田、吳皓昇          |
| 第18集 | 2014年8月22日 | 胡利、翁娜娜                    |
| 第19集 | 2014年8月23日 | 翁珍珍、馬惠珍                  |
| 第20集 | 2014年8月24日 | 趙駿亞、鄒總田、翁珍珍          |
| 第21集 | 2014年8月25日 | 翁珍珍、翁娜娜                  |
| 第22集 | 2014年8月26日 | 翁珍珍、鄒總田                  |
| 第23集 | 2014年8月27日 | 趙駿亞、翁珍珍、鄒總田          |
| 第24集 | 2014年8月28日 | 高宇蓁、翁珍珍                  |
| 第25集 | 2014年8月29日 | 翁珍珍、翁娜娜、鄒總田          |
| 第26集 | 2014年8月30日 | 翁珍珍、趙駿亞、馬惠珍          |
| 第27集 | 2014年8月31日 | 趙駿亞、高宇蓁、馬惠珍          |
| 第28集 | 2014年9月1日  | 翁珍珍、鄒總田                  |
| 第29集 | 2014年9月2日  | 趙駿亞、高宇蓁、馬惠珍          |
| 第30集 | 2014年9月3日  | 趙駿亞、高宇蓁                  |
| 第31集 | 2014年9月4日  | 翁珍珍、鄒總田                  |
| 第32集 | 2014年9月5日  | 翁珍珍、鄒總田                  |
| 第33集 | 2014年9月6日  | 翁珍珍、鄒總田                  |
| 第34集 | 2014年9月7日  | 翁珍珍、高宇蓁                  |
| 第35集 | 2014年9月8日  | 鄒總田、高宇蓁                  |
| 第36集 | 2014年9月9日  | 鄒總田                          |
| 第37集 | 2014年9月10日 | 翁珍珍、鄒總田、高宇蓁          |
| 第38集 | 2014年9月11日 | 翁珍珍、鄒總田、林則希          |
| 第39集 | 2014年9月12日 | 翁珍珍、鄒總田、林則希          |
| 第40集 | 2014年9月13日 | 鄒總田、翁珍珍                  |

## 戲中歌曲
| 曲別   | 歌名     | 演唱者 | 作詞   | 作曲   | 編曲   | 製作人 | 合聲                   |
| 片頭曲 | 情牽萬里 | 徐詣帆 | 姚若龍 | 曹俊鴻 | 戴維雄 | 曹俊鴻 | 謝佩吟、張昊晴、巫雨白 |
| 片尾曲 | 珍愛     | 曾心梅 | 吳嘉祥 | 吳嘉祥 | 吳嘉祥 | 吳嘉祥 |                        |

## 製作團隊
- 監製：龐宜安
- 總策劃：賈玉華
- 編審：陳慧慈
- 製作人：楊曼麗、楊平方
- 編劇統籌：楊曼麗
- 編劇：廖盈如、方靜儀、藍慧芳
- 助理編審：陳雅芬
- 企劃：翁詩閔
- 導演：陳家俊
- 片頭題字：陳鑑元
- 顧問：翁珍珍、鄒總田
- 片頭設計：王雅玲、陸右荿
- 製作公司：楊曼麗工作室

## 外部連結
- 大愛劇場官方Facebook （页面存档备份，存于）

| 大愛電視台 週一至週日 20:00-20:49            | 大愛電視台 週一至週日 20:00-20:49            | 大愛電視台 週一至週日 20:00-20:49 |
| -------------------------------------------- | -------------------------------------------- | --------------------------------- |
|                                              | 情牽萬里 （2014年8月5日－2014年9月13日）     |                                   |
| 頂坡角上的家 （2014年6月26日－2014年8月4日） | 光合一加一 （2014年9月14日－2014年10月23日） |                                   |

| 中天娛樂台 週一至週日 21:00-22:00            | 中天娛樂台 週一至週日 21:00-22:00            | 中天娛樂台 週一至週日 21:00-22:00 |
| -------------------------------------------- | -------------------------------------------- | --------------------------------- |
|                                              | 情牽萬里 （2014年8月5日－2014年9月13日）     |                                   |
| 頂坡角上的家 （2014年6月26日－2014年8月4日） | 光合一加一 （2014年9月14日－2014年10月23日） |                                   |

| 大愛電視台二台 大愛好戲成雙 周一至周日 18:00~19:30節目 | 大愛電視台二台 大愛好戲成雙 周一至周日 18:00~19:30節目 | 大愛電視台二台 大愛好戲成雙 周一至周日 18:00~19:30節目 |
| ------------------------------------------------------ | ------------------------------------------------------ | ------------------------------------------------------ |
|                                                        | 情牽萬里 2017年10月12日－2017年10月31日                |                                                        |
| 心開運轉 2017年9月22日－2017年10月11日                 | 路長情更長 2017年11月1日－2017年11月20日               |                                                        |